# Sant Joan del Catllar
Sant Joan Baptista és un monument al municipi del Catllar catalogat a l'Inventari del Patrimoni Arquitectònic de Catalunya. Església d'una sola nau amb capelles laterals, intercomunicades, entre contraforts, i transsepte sobre el qual s'alça una cúpula semiesfèrica sobre petxines, que sosté un cimbori vuitavat. Les voltes recolzen en un entaulament sostingut per pilastres amb capitells compostos. La façana, formada per carreus de pedra picada, té tres cossos, un de central, rematat pel frontó triangular amb un gerro a cada banda, que conté la portada, entre pilastres corínties i amb frontó corbat, una fornícula amb el sant titular i un òcul, i dos de laterals còncaus. Del costat dret de la façana arrenca el campanar de base quadrangular amb dos cossos octogonals superposats i cúpula. La primera capella del costat de l'evangeli conserva restes de pintura en tons blau-verdosos.

## Història
L'estructura d'aquesta església i especialment la façana recorden el temple de la Mercè de Barcelona (1756-1775) de l'arquitecte Josep Mas i Dordal. Ambdós temples cauen dins un corrent neoclàssic amb trets encara abarrocats (segons Cirici, les façanes còncaves corresponen a un sever gust borrominesc, barroc i no pas neoclàssic), més sobri i simple el del Catllar, que presenta detalls ornamentals a obertures i cornises de regust rococó.
El 1776, la vila del Catllar va encarregar el temple a l'arquitecte Josep Carafí, que en dirigí les obres i va obrar ell mateix els elements escultòrics. Sembla que el 1790 era acabat, car el 28 d'agost era beneïda pel rector Mn. Joan Guardiola.